# Führungsgrößenerzeugung
Unter Führungsgrößenerzeugung bei NC-Steuerungen versteht man die Generierung von vorgegebenen Lage-, Geschwindigkeits- und Beschleunigungswerten zur Bearbeitung von Werkstücken mit CNC-Werkzeugmaschinen. Der Verarbeitung von geometrischen Daten und deren Aufbereitung zur Steuerung der Maschinenachsen, kommt in der NC-Steuerung eine Schlüsselrolle zu. Die Daten sollen möglichst schnell, also in Echtzeit verarbeitet werden. Bei älteren Systemen wurde der Prozess der Berechnung als eigenständiger Ablauf vor der Bearbeitung durchgeführt. Aufgrund des Fortschritts in der Entwicklung der Mikroprozessortechnik kann die Darstellung des Ergebnisses der Geometriedatenverarbeitung heutzutage in Gleitkommazahlen erfolgen. Früher war dies aufgrund der begrenzten Rechenleistung nur als Festkommazahl möglich.
Die Programmanweisungen, also die Beschreibung der einzelnen Bearbeitungsschritte, werden vom NC-Interpreter satzweise in ein steuerungsinternes Datenformat umgewandelt und an die Geometriedatenverarbeitung weitergegeben.
Diese erfüllt folgende Funktionen:
- Bahnkorrektur (Nullpunktverschiebung, Werkzeugkorrektur)
- Interpolation
- Koordinatentransformation
- Lage- und Geschwindigkeitsbeeinflussung

## Geschwindigkeitsführung und Beschleunigungsführung
Für die Geschwindigkeitsführung bei NC-Steuerungen sind die Betrachtung der physikalischen Größen des Weges in Abhängigkeit von der Zeit {\displaystyle s(t)}, sowie dessen 1. Ableitung Geschwindigkeit {\displaystyle v(t)}, 2. Ableitung Beschleunigung {\displaystyle a(t)} und 3. Ableitung Ruck {\displaystyle j(t)}, entscheidend.
Vernachlässigt man die Stromanstiegszeit (je nach Motor 1–10 ms), kann in erster Näherung von einem sprunghaften Anstieg der Beschleunigung der Antriebe ausgegangen werden. Soweit diese geringer sind als die notwendige Grenzbeschleunigung. Die Parameter, über die dies in der Steuerung bestimmt werden kann, sind die maximal mögliche Beschleunigung und der maximal mögliche Beschleunigungssprung. Diese Werte sind in der Steuerung fest vorgegeben und als Maschinenparameter abgelegt.
Das mathematische Ableiten des Beschleunigungssprungs ergibt einen, je nach Richtung, unendlich großen positiven oder negativen Ruck. Vorteil dieser Art der Geschwindigkeitsführung ist das schnelle Ansteigen der Geschwindigkeit (Rampenförmig). Der Nachteil ist allerdings, dass die mechanischen Elemente des Antriebsstranges und der Maschine, durch das sprunghafte Ansteigen der Beschleunigung zu Schwingungen angeregt werden können und sich auch die Lebensdauer der dynamisch beanspruchten Teile (Kugelgewindetrieb, Lager) verringern.
Eine Alternative der Geschwindigkeitsführung ist das Begrenzen des Rucks auf einen festgelegten positiven wie negativen Maximalwert. Somit erscheint das Anfahren der Maschine sanfter und ruhiger. Die Beschleunigung wird rampenförmig bis zum Maximum erhöht. Dies führt auch zu einem rampenförmigen Ansteigen der Kräfte und Momente im Antriebsstrang und somit zu einer Reduzierung der Schwingungsanregung.